# Январь 2012 года

Список событий января 2012 года.

## События
- 1 января
  - Исполнительный директор канадско-британской информационной корпорации Thomson Reuters Том Глосер ушёл в отставку[1].
  - В Аргентине стартовал ралли-марафон «Дакар-2012»[2].
  - Вступила в должность президент Швейцарии Эвелине Видмер-Шлумпф[3].
  - Председательство в Евросоюзе на ближайшие полгода перешло к Дании[4].
  - Председателем ОБСЕ на 2012 год стал министр иностранных дел Ирландии Имон Гилмор[5].
  - Генеральным директором ФАО стал бразилец Жозе Грациано да Силва[6].
  - На территории России, Беларуси и Казахстана создано Единое экономическое пространство[7].
  - Застрелен губернатор аргентинской провинции Рио-Негро Карлос Сориа[8].
  - Вступила в действие новая Конституция Венгрии[9].
  - В России вступили в силу новые правила прохождения техосмотра автомобилей[10].
  - У берегов Кении перевернулось судно с 80 пассажирами на борту, погибли 7 человек[11][12].
  - В Тыве (Россия) дважды на протяжении суток произошло землетрясение интенсивностью 4 балла по шкале MSK-64. Жертв и разрушений нет[13].
  - В Скопье умер первый президент Македонии Киро Глигоров[14].
  - Непостоянными членами Совета безопасности ООН стали Азербайджан, Пакистан, Марокко, Гватемала и Того[15].
  - Милиция в России окончательно заменена на полицию[16].
- 2 января
  - Южная Корея заявила о готовности вести диалог с новым руководством КНДР[17].
- 3 января
  - В Египте начался третий, заключительный этап парламентских выборов[18].
  - В столице Венгрии Будапеште около 30 тысяч человек вышли на митинг против новой конституции[19].
  - В США стартовала президентская кампания[20].
  - Тунис в третий раз подряд продлил чрезвычайное положение[21].
  - В результате теракта в Кандагаре погибло 13 человек, ранено 16 человек[22].
  - Иран завершил десятидневные учения в Ормузском проливе[23].
  - Парламент Маршалловых Островов избрал Кристофера Лоика новым президентом страны[24].
- 4 января
  - 3 человека погибли в результате пожаров в Нижегородской области[25].
  - Президент Аргентины Кристина Фернандес де Киршнер перенесла операцию по удалению щитовидной железы[26].
- 5 января
  - Прокуратура Египта потребовала смертную казнь для Хосни Мубарака[27].
  - Экс-премьер-министра Израиля Эхуда Ольмерта обвинили в коррупции[28].
  - На Сицилии проснулся знаменитый действующий вулкан Европы — Этна[29].
  - В Мексике открыт самый высокий вантовый мост в мире[30].
  - Вступила в должность новый премьер-министр Ямайки Поршия Симпсон-Миллер[31].
  - В результате наводнения в Бразилии погибли 8 человек[32].
  - Власти Сирии объявили о освобождении 552 заключённых[33].
  - В Мексике десятки заключённых погибли в массовой драке[34].
  - В серии взрывов в Багдаде, 78 человек погибли, более 100 раненых[35].
  - 25 человек погибли, более 100 — пропали без вести в результате схода оползня на шахтёрский поселок на Минданао на юге Филиппин[36].
  - Шторм «Андреа» пришёл в Центральную Европу[37].
- 6 января
  - Мощный взрыв в центре Дамаска, 25 погибших, 75 раненых[38].
- 7 января
  - В результате серии терактов в Ираке погибли 3 человека, 23 ранены[39].
  - В Яффе убит один из лидеров израильской православной общины[40].
  - ВМС США спасли от пиратов 13 иранских моряков[41].
  - В Новой Зеландии упал[англ.] воздушный шар, погибли 11 человек[42].
- 8 января
  - ВМС Дании освободили 14 пленников у сомалийских пиратов[43].
  - Иран запустил новый завод по обогащению урана[44].
  - Корабельная авианосная группа ВМФ России совершила деловой заход в сирийский порт Тартус[45].
- 9 января
  - В Париже умер президент Гвинеи-Бисау Малам Бакай Санья[46].
  - В третьем туре парламентских выборов в Египте победили исламисты[47].
  - В Иране к смертной казни за шпионаж приговорён гражданин США Амир Мирзаи Хекмати[48].
  - МАГАТЭ подтвердило начало Ираном работы по обогащению ураном[49].
  - В Афинской галерее украдены полотна Пикассо и Мондриана[50].
  - Дмитрий Медведев объявил 2012 год — Годом российской истории[51].
  - Государственный долг США превысил годовой ВВП[52].
- 10 января
  - Вступил в должность новый президент Маршалловых островов Кристофер Лоик[53].
  - На Монблане (Франция) нашли тела погибших российских альпинистов[54].
  - В американском штате Нью-Гэмпшир прошёл праймериз республиканцев[55].
  - Аргентинский футболист Лионель Месси третий раз стал лучшим футболистом мира[56].
  - В результате взрыва бомбы в пакистанском Джамруде погибло 35 человек, ещё 75 получили ранения[57].
  - Президент Сирии Башар Асад обратился к гражданам страны с речью, посвящённой ситуации в государстве, в которой поддержал идею «большого правительства», призванного объединить политические силы страны[58].
  - Состоялась презентация смартфона Lumia 900 — первого смартфона фирмы Nokia, который будет работать по технологии 3GPP Long Term Evolution (LTE)[59][60].
  - Вступил в силу новый избирательный кодекс Грузии[61].
  - Коллаборация Belle, работающая с электрон-позитронным коллайдером KEKB в Японии, объявила об открытии новых экзотических адронов (тетракварков)[62][63]. Если открытие подтвердится, то это станет первым экспериментальным случаем обнаружения частицы, состоящий из четырёх кварков.
  - Стрелки Часов Судного Дня переведены на одну минуту «вперёд»[64].
- 11 января
  - В Египте завершились парламентские выборы[65].
  - В Сирии убит корреспондент французского телевидения[66].
  - Авианосец ВМС США «Карл Винсон» прибыл в Ормузский пролив[67].
  - В Германии нашли неизвестное письмо Бетховена[68].
  - В результате взрыва заминированного автомобиля в Тегеране погиб профессор Тегеранского политехнического университета Мустафа Ахмади Рошан, ещё два человека получили ранения[69].
- 12 января
  - Парламент Боснии и Герцеговины избрал Векослава Беванду новым премьер-министром страны[70].
  - Правительство Мьянмы подписало соглашение о прекращении огня с каренскими повстанцами[71].
  - Конституционный суд Молдовы признал выборы президента республики, состоявшиеся 16 декабря, неконституционными, тем самым отменив назначенные на 15 января повторные выборы[72].
  - Таджикистан и Буркина-Фасо установили дипломатические отношения[73].
- 13 января
  - Круизный лайнер «Costa Concordia», на борту которого находились 4234 человека, потерпел крушение у берегов Италии. Погибли 30 человек, двое пропали без вести[74].
  - В Непале стартовал судебный процесс против Диего Марадоны[75].
  - Открылась весенняя сессия госдумы VI созыва[76].
  - Иран выразил готовность к переговорам по ядерной проблеме[77].
  - Президент Дмитрий Медведев отправил в отставку губернатора Архангельской области Илью Михальчука. Исполняющим обязанности назначен Игорь Орлов[78].
  - Президентом Кирибати переизбран Аноте Тонг[79][80].
  - Правительство Японии подало в отставку[81].
  - В Инсбруке стартовали I зимние юношеские Олимпийские игры[82].
  - В Мьянме по амнистии выпущены из тюрем свыше 650 политзаключённых[83].
  - Таджикистан и Иордания установили дипломатические отношения[73].
- 14 января
  - В Гватемале прошла инаугурация нового президента Отто Переса Молины[84].
  - 4 террориста-смертника атаковали полицейский участок в пакистанском городе Дера-Исмаил-Хане. Три смертника успели себя взорвать, одного застрелили полицейские. В результате атаки погибло трое человек, ещё 11 получили ранения[85].
  - Президентские выборы на Тайване. Победу одержал действующий президент Ма Инцзю[86].
- 15 января
  - В США прошла церемония вручения кинопремии «Золотой глобус». Лучшим драматическим фильмом года стала киноработа Александра Пэйна «Потомки»[87].
  - По сообщениям американских и пакистанских СМИ лидер движения Техрик Талибан-и-Пакистан Хакимулла Мехсуд умер от ран, полученных 12 января 2011 года в результате ракетной атаки американского беспилотного летательного аппарата по городу Мираншаху[88].
  - Террористический акт в пакистанском городе Рахимъярхане. В результате взрыва бомбы погиб 21 человек, десятки человек получили ранения[89].
  - В Сербии стартовал чемпионат Европы по гандболу среди мужчин[90].
  - Боевики Аль-Каиды захватили йеменский город Радда[91].
  - Досрочные выборы мажилиса Казахстана[92]. Победу одержала Народно-демократическая партия «Нур Отан», набрав 80,99 % голосов[93].
  - Не сгоревшие в атмосфере фрагменты российской межпланетной станции «Фобос-Грунт» упали в Тихий океан[94].
- 16 января
  - Полиция Румынии применила слезоточивый газ для усмирения участников антиправительственной акции протеста в Бухаресте, участие в которой приняли более тысячи человек[95].
  - Президент Нигерии Джонатан Гудлак объявил о субсидировании правительством цен на бензин, это уступка на общенациональную забастовку, длящуюся с начала января[96].
  - Поэтическую премию Т. С. Элиота присудили шотландскому писателю и поэту Джону Бернсайду за сборник «Кость чёрной кошки»[97].
  - Министерство юстиции России приступило к проверке советских правовых актов, принятых с 1917 по 1991 год, на предмет соответствия Конституции РФ и российским законам[98].
- 17 января
  - Мартин Шульц избран главой Европарламента[99].
  - Президент России Дмитрий Медведев принял отставку губернатора Волгоградской области Анатолия Бровко. Временно исполняющим обязанности назначен Сергей Боженов[100].
- 18 января
  - Впервые состоялась протестная интернет-акция, в рамках которой множество популярных сайтов либо полностью отключились на 24 часа (Wikipedia.org), показывая вместо страниц сообщение об акции против законопроекта SOPA, либо информировали своих посетителей об акции иным образом (Google.com закрыл своё лого на home page чёрным квадратом). Сообщество участников «Википедии» приняло решение поддержать акцию. Это решение получило поддержку руководства «Фонда Викимедиа», в результате английский раздел «Википедии» впервые за его историю был заблокирован на 24 часа[101].
  - Бизнесмен Михаил Прохоров представил в Центризбирком РФ более 2 млн подписей избирателей для регистрации его кандидатом в президенты России[102].
  - Алла Джиоева отозвала свою подпись под соглашениями об урегулировании ситуации в республике Южная Осетия с экс-президентом Эдуардом Кокойты[103].
  - Пётр Степанов назначен председателем правительства Приднестровской Молдавской Республики[104].
- 19 января
  - Чернобыльская зона стала открыта для туристов[105].
  - Эксперты Международного союза электросвязи отложили на три года решение о том, отменять ли високосную секунду, которая добавляется ко всемирному координированному времени (UTC) для согласования его со средним солнечным временем[106].
  - Американская компания Eastman Kodak, известнейший производитель фотоаппаратов, фото- и киноплёнки, объявила о банкротстве и подала заявление о защите от кредиторов[107].
  - Известный файловый хостинг Megaupload закрыли за пиратство[108].
  - В знак протеста против закрытия Megaupload была проведена крупнейшая в истории, по заявлению группы хакеров Anonymous, интернет-атака. На несколько часов были выведены из строя сайты Федеральной службы безопасности, Белого дома, Министерства юстиции, холдинга звукозаписи Universal Music Group, Американской ассоциации звукозаписывающих компаний, Американской ассоциации кинокомпаний, Американского управления авторского права[109].
  - Сара Бурк, канадская фристайлистка, чемпионка мира, скончалась от травм, полученных на тренировке[110].
  - Панама и Монголия установили дипломатические отношения[111].
  - Шри-Ланка и Мали установили дипломатические отношения[112].
- 20 января
  - Бойня в нигерийском городе Кано. В результате терактов, расстрелов боевиками местных жителей и полицейских, погибло 162 человека. Ответственность за массовое убийство взяла на себя исламистская группировка Боко харам[113][114].
  - Объявлены лауреаты премии Крафорда, ими стали астрономы Райнхард Генцель и Андреа Гез, математики Жан Бурган и Теренс Тао[115].
  - Таиланд официально признал независимость палестинского государства[116].
  - Российский премьер Владимир Путин встретился с американским политиком Генри Киссинджером для обсуждения внутриполитической ситуации в России[117].
- 21 января
  - В результате террористического акта в индийском штате Джаркханд погибли 13 полицейских[118].
  - В Египте опубликованы окончательные результаты парламентских выборов. Победу одержала партия «Братья-мусульмане»[119].
  - Кинолента российского режиссёра Андрея Звягинцева «Елена» получила главный приз на завершившемся XXII международном кинофестивале TIFF в северном норвежском городе Тромсё[120].
- 22 января
  - В Болгарии прошла инаугурация президента страны Росена Плевнелиева[121].
  - Президент Йемена Али Абдулла Салех официально передал президентские полномочия вице-президенту Абд Раббу Мансуру Хади после того, как получил судебный иммунитет, улетев на лечение в США[122].
  - В нигерийском штате Баучи произошла перестрелка между полицейскими и экстремистами из группировки Боко харам. 11 военнослужащих и полицейских погибли в ходе боя[123].
  - В Хорватии состоялся референдум о вступлении в Евросоюз. Более 66 % проголосовавших поддержали это решение[124].
  - В Финляндии прошёл первый тур президентских выборов. Во второй тур вышли кандидат от Национальной коалиционной партии Саули Ниинисто и кандидат от партии «Зелёный союз» Пекка Хаависто[125].
  - В Москве открылись XX Международные Рождественские образовательные чтения[126].
- 23 января
  - Кандидат от исламистской партии «Братья-мусульмане» Саад аль-Кататни избран спикером Народной ассамблеи Египта[127].
  - Страны Евросоюза согласовали введение эмбарго на импорт нефти из Ирана, а также замораживание европейских активов иранского Центробанка[128].
  - Новым главой ПАСЕ избран француз Жан-Клод Миньон[129].
  - Премьер-министр Румынии Эмиль Бок отправил в отставку министра иностранных дел Теодора Баконски за резкие высказывания в адрес протестующих[130].
  - Представители ВМФ России передали в лизинг военно-морским силам Индии подводную лодку «Нерпа»[131].
  - В Ливии сторонники свергнутого лидера Муаммара Каддафи захватили город Бени-Валид[132][133].
  - Евросоюз ввёл эмбарго на импорт иранской нефти[134].
  - В Шеффилде (Великобритания) стартовал чемпионат Европы по фигурному катанию[135].
  - Сенат Франции принял законопроект о криминализации отрицания геноцида армян[136].
  - Салман Рушди, автор книги «Сатанинские стихи», отказался посетить литературный фестиваль в Джайпуре опасаясь за свою безопасность[137].
- 24 января
  - Три фракции Государственной думы РФ — КПРФ, ЛДПР и «Справедливая Россия» — внесли на рассмотрение нижней палаты парламента проект постановления о недоверии главе Центризбиркома Владимиру Чурову[138].
  - В Египте отменён режим чрезвычайного положения, действовавший более 30 лет[139].
  - В бразильском Порту-Алегри открылся Всемирный социальный форум[140].
- 25 января
  - В Давосе (Швейцария) начал работу Всемирный экономический форум[141].
  - Военный мятеж в Папуа-Новой Гвинее. Военнослужащие, верные бывшему премьер-министру Майклу Сомаре, захватили главный штаб вооружённых сил и арестовали командующего национальной армией Фрэнсиса Агви[142].
  - Литва и Гайана установили дипломатические отношения[143].
- 26 января
  - На сайт Европарламента обрушилась мощная DDoS-атака хакеров Anonymous после подписания Польшей Торгового соглашения по борьбе с контрафакцией[144][145].
  - Китай занял первое место по импорту угля, впервые обогнав Японию[146].
  - Закручивание лазерных лучей ускорило передачу информации; инженерам удалось добиться скорости передачи в 2,56 терабит в секунду[147][148][149].
- 27 января
  - Верховный суд Нигерии принял решение об отставке губернаторов пяти штатов страны[150].
- 28 января
  - Белорусская теннисистка Виктория Азаренко обыграла россиянку Марию Шарапову в финале Открытого чемпионата Австралии в женском одиночном разряде[151].
  - В Папуа — Новой Гвинее арестован организатор неудавшегося переворота полковник Яура Саса[152].
- 29 января
  - Объявлено об открытии двух новых спутников Юпитера: S/2011 J 1 и S/2011 J 2[153].
  - В Алма-Ате (Казахстан) открылся 32-й чемпионат мира по хоккею с мячом[154].
  - В результате столкновений в ряде городов Сирии погибли по меньшей мере 66 человек[155].
  - Президент Бенина Яйи Бони избран председателем Африканского союза на саммите организации в Аддис-Абебе[156].
  - Серб Новак Джокович победил в мужском одиночном разряде Открытого чемпионата Австралии по теннису, обыграв в финале Рафаэля Надаля[157].
  - Чемпионат Европы по гандболу среди мужчин в Сербии завершился победой сборной Дании над хозяевами[158].
- 30 января
  - В Бельгии прошла 24-часовая всеобщая забастовка против жёсткой экономии и сокращения социальных программ[159].
  - В Сочи начались тестовые соревнования накануне зимних Олимпийских игр[160].
- 31 января
  - Освобождён от должности министр промышленности и торговли России Виктор Христенко[161].
  - В казахстанском Жанаозене прекращено действие чрезвычайного положения, введённого после массовых беспорядков в середине декабря[162].
  - Правительство Тайваня во главе с премьер-министром У Дуньи подало в отставку[163].
  - Названа окончательная версия потери «Фобос-грунта»[164].
  - Астероид Эрос пролетел на расстоянии приблизительно 26,8 миллионов километров от Земли[165].